# Венеция (метрополитенский город)
Метрополитенский город Венеция (итал. Città metropolitana di Venezia, вен. Sità metropułitana de Venèsia) — территориальная единица в области Венеция в Италии. Был создан на месте одноимённой провинции 31 августа 2015 года.
Центр территориальной единицы находится в собственно городе Венеция.

## География
Метрополитенский город Венеция расположен вдоль берега Венецианской Лагуны и на островах в лагуне.
По суше город граничит с провинциями Падуя, Ровиго, Тревизо и областью Фриули — Венеция-Джулия.
Три коммуны (Кавардзере, Кона и Кьоджа) являются эксклавом, окружённым территориями провинций Падуя и Ровиго.

## Коммуны
Метрополитенский город Венеция включает в себя следующие 44 коммуны:
- Анноне-Венето
- Венеция
- Вигоново
- Груаро
- Доло
- Езоло
- Каваллино-Трепорти
- Каварцере
- Кампанья-Лупия
- Камполонго-Маджоре
- Кампоногара
- Каорле
- Кона
- Конкордия-Саджиттария
- Куарто-д’Альтино
- Кьоджа
- Маркон
- Мартеллаго
- Меоло
- Мира
- Мирано
- Музиле-ди-Пьяве
- Ноале
- Новента-ди-Пьяве
- Портогруаро
- Прамаджоре
- Пьянига
- Сальцано
- Сан-Дона-ди-Пьяве
- Сан-Микеле-аль-Тальяменто
- Санта-Мария-ди-Сала
- Санто-Стино-ди-Ливенца
- Скорце
- Спинея
- Стра
- Тельо-Венето
- Торре-ди-Мосто
- Фиессо-д’Артико
- Фоссальта-ди-Портогруаро
- Фоссальта-ди-Пьяве
- Фоссо
- Чеджа
- Чинто-Каомаджоре
- Эраклея